# Aethopyga linaraborae
Aethopyga linaraborae là một loài chim trong họ Nectariniidae.